# La Celestina
La Celestina von Fernando de Rojas ist eine Tragikomödie.

## Entstehungsgeschichte

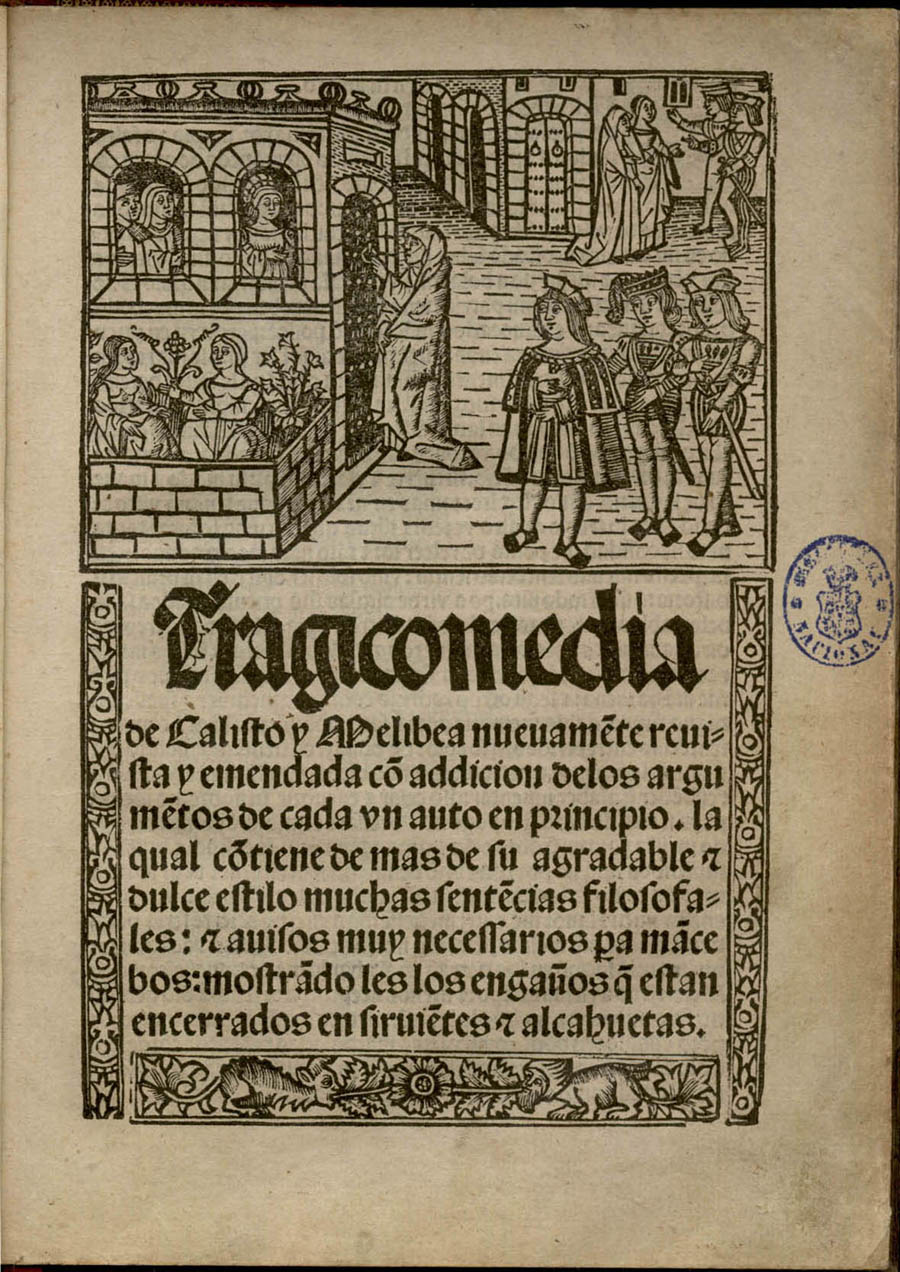
Deckblatt von La Celestina

Das Drama kursierte bereits in den 1490ern in Handschriften in den Kreisen der Universität von Salamanca. Im Jahr 1500 wurde es zum ersten Mal in der Offizin Pedro Hagenbachs in Toledo gedruckt. Seit dieser Auflage wird den Drucken ein Vorwort vorangestellt, in dessen Akrostichon Fernando de Rojas als Autor genannt wird. Zwar wird vermutet, dass er den Text für den Druck vorbereite und eigene Veränderungen einführte, doch wird seine Autorschaft weitestgehend bestritten. Ein Druck von Fadrique de Basilea in Burgos, in dem das Jahr 1499 angegeben ist, ist nach Stand der Forschung vermutlich vordatiert. Das Werk erhielt zunächst die Bezeichnung „Comedia“, obwohl es ein tragisches Ende hat. Auf Wünsche des Publikums nach einem längeren Liebesplot wurde das Drama auf 21 Akte erweitert, nunmehr mit der Kategorisierung als „Tragikomödie“. Als früheste Version wird ein Druck von 1502 aus Salamanca vermutet, welcher verschollen ist. In Spanien firmierte das Drama bis ins 17. Jahrhundert unter diesem Titel. Im Ausland, ausgehend von Italien, bürgerte sich schon im 16. Jahrhundert der heute gängige Titel ein.
„La Celestina“ gilt als eines der bekanntesten und größten Werke der spanischen Literaturgeschichte. Sie wurde von Christoph Wirsung zweimal (Ain Hipsche Tragedia 1520, VD16 R 2930, und AJnn recht Liepliches büchlin 1534, VD16 R 2931) ins Deutsche übertragen. Seine Übersetzung erfolgte anhand einer italienischen Fassung von Alfonso Ordóñez.

## Inhaltsangabe
Calisto, ein junger Mann, verliebt sich in Melibea. Diese jedoch darf und will nichts von ihm wissen. Um sein Begehren zu erfüllen, schaltet Calisto auf Anraten seines Dieners Sempronio Celestina ein, eine alte Kupplerin. Sie verschafft sich alsbald Zugang zu Melibea und kann sie davon überzeugen, dass sie sich mit Calisto trifft. Sein anderer Diener, Pármeno, versucht Calisto von diesem Vorhaben vergeblich abzuhalten. Durch die Hilfe von Celestina werden Melibea und Calisto ein Liebespaar. Celestina zieht Sempronio und Pármeno auf ihre Seite, indem sie Sempronio mit Elicia und Pármeno mit Areúsa verkuppelt. Dadurch wird das Verlangen der Diener nach den beiden Frauen gestillt, und sie versuchen nun zusammen mit Celestina, aus der Begierde Calistos Profit zu schlagen. Als Celestina von Calisto bezahlt wird, will sie nicht mit den beiden teilen. Sie töten Celestina und fliehen, werden aber geschnappt und wenig später gehängt. Auch das Glück von Melibea und Calisto währt nicht mehr lange. Eines Abends besucht er Melibea. Als er ein Geräusch hört, will er nachsehen, wie es seinen neuen Dienern geht, die für ihn Wache geschoben haben. Dabei stürzt er von einer Leiter und stirbt. Melibea, außer sich wegen des Verlustes, begeht Selbstmord, indem sie sich von einem Turm stürzt. Das Werk endet mit der Klage Pleberios, Melibeas Vater über das Wirken der Fortuna, der Welt und der Liebe; alle drei zusammen seien für den Tod seiner Tochter verantwortlich. Mit diesem Schlussmonolog wird Fernando de Rojas’ pessimistisches Weltbild der Celestina komplettiert.

## Klage Pleberios
Die Klage Pleberios, des Vaters von Melibea bildet den Schluss der Tragikomödie La Celestina. Die Klage erscheint als Fazit der negativen Ereignisse des gesamten Geschehens und gibt eine Wertung mit auf den Weg. An keiner anderen Stelle des Textes tritt das pessimistische Weltbild Fernando de Rojas „La Celestina“ deutlicher hervor. Dabei kann man sagen, dass Pleberio als das Mundstück von Rojas fungiert. Durch den Charakter Pleberios bringt Rojas in dessen Schlussmonolog dem Leser seine pessimistischen Ansichten näher. Durch den Tod seiner geliebten Tochter glaubt Pleberio nicht mehr wie früher daran, dass die Geschehnisse auf der Welt objektiv von einer inneren Ordnung gelenkt werden. Vielmehr scheinen Fortuna, die Welt und die Liebe die Menschen zu beherrschen und ins Unglück zu stürzen. Seiner Ansicht nach sind alle drei Kräfte ungerecht, denn dort, wo sie nach Vernunft wirken sollten, sind sie planlos und somit auch gefährlich. Die Fortuna zerstörte mit Absicht das, was ihm am liebsten war: seine Tochter. Die Welt ist nunmehr nichts weiter als ein Labyrinth aus Irrtümern, in dem man sich nicht mehr zurechtfinden kann. Weder die Fortuna, noch die Welt repräsentieren eine Ordnung; im Gegenteil: Ungerechtigkeit und Planlosigkeit beherrschen das irdische Geschehen. Urheber und Auslöser allen Übels ist für Pleberio allerdings die Liebe. Die Welt erscheint lediglich als Bühne für das Auftreten der Liebe zu fungieren und die Liebe ist es, die nicht nur den Tod seiner Tochter, sondern auch den Tod von vier weiteren Menschen verantworten muss. Sie erscheint als der Motor aller Ereignisse. Die Liebe ist verantwortlich, dass Calisto und Melibea sterben mussten. Durch deren Liebe zog Calisto Celestina als Hilfe heran. Diese musste am Ende ebenso sterben wie seine beiden Diener Sempronio und Pármeno. Seiner Tochter, die sich das Leben aus freien Stücken nahm, gibt Pleberio keine Schuld. Wenn man sich erst einmal der Liebe hingegeben hat, gibt es kein Entrinnen mehr. Die Klage von Melibeas Vater ist Ausdruck einer pessimistischen Weltanschauung. Diese Weltanschauung lässt Rojas in seinem Werk hervortreten und durch sein Sprachrohr Pleberio verkünden.

## Das pessimistische Weltbild der Celestina

### Bezug Rojas auf Petrarca
Fernando de Rojas bezieht sich in seinem Werk La Celestina in mehreren Stellen auf den italienischen Dichter Francesco Petrarca, sowohl durch wörtliche Zitate, wie auch durch Anlehnungen an die Einsichten Petrarcas. Die Zitate wurden zumeist aus dem Index einer Petrarca-Sammlung von 1496 entnommen, die Rojas gelesen hatte. Dennoch scheint Rojas auch mit den Vorstellungen Petrarcas im Allgemeinen vertraut gewesen zu sein. Besondere Bedeutung haben die Werke De Remediis, De Rebus Familiaribus und Bucolicum Carmen. Neben der Thematisierung des Lebens als universeller Konflikt, scheint Rojas besonders auch an den Ansichten Petrarcas über die Gefahren von Wohlstand, Habsucht und der sexuellen Liebe interessiert gewesen zu sein. Das Schicksal als von Anfang an bestimmender Faktor des menschlichen Lebens lehnt Petrarca ab; wenn der Mensch allerdings von seinem positiven Wege abkommt, gerät er in einen Kreislauf, in dem er selbst nicht mehr die volle Entscheidungsgewalt besitzt. Der Mensch sollte von der Vernunft geleitet werden. Dieser gegenüber stehen aber Wollust und Begehrlichkeit. Wenn diesen Affekten nachgegeben wird, verlässt der Mensch den Weg der Mäßigung und beschreitet einen neuen Weg, auf den er keinen Einfluss mehr besitzt. Besonders schwierig ist es, weiterhin mit Vernunft zu entscheiden, wenn man vom Glück begünstigt wird, denn dann werden die meisten Menschen unmäßig und geben sich den Affekten hin. Auch bei dem Werk von Fernando de Rojas geht es um den Konflikt zwischen Vernunft auf der einen und Unmäßigkeit auf der anderen Seite: im Zentrum stehen Calisto und Melibea, die vom Glück begünstigt werden und sich ineinander verlieben. Sie können sich aber nicht mäßigen und gleiten somit in eine sexuelle Beziehung, an deren Ende der Tod beider steht. Sempronio und Pármeno werden habgierig und töten nicht nur Celestina aus Gier, sondern müssen selbst auch dafür bezahlen. Rojas übernahm die Vorstellungen Petrarcas jedoch nicht als bloßes Plagiat; vielmehr legte er sie nach seinen Vorstellungen aus und hob sie auf ein noch pessimistischeres Level.

### Wirken der Fortuna
In Fernando de Rojas La Celestina kommen immer wieder Anspielungen auf das Wirken der Fortuna vor. Dies ist Ausdruck für das renaissancehafte Gedankengut in „La Celestina“. Die Fortuna ist die antike Göttin des Glücks; sie ist für das irdische Geschick des Menschen verantwortlich. Sie hilft allerdings nur den Tapferen und Beherzten. Ihr Werkzeug und Symbol ist das Rad: Wer auf der obersten Stufe des irdischen Glücks angekommen ist, muss unweigerlich – so wie es die Bewegung des Rades will – auch wieder herab. Als Celestina den Höhepunkt erreicht hat (Zusammenbringen von Calisto und Melibea; Freundschaft mit dessen Dienern Sempronio und Pármeno; Bezahlung durch Calisto), muss sie diesen Höhepunkt wieder verlassen und stirbt durch die Hände der beiden Diener. Auch den anderen Protagonisten ergeht es nicht anders: Sempronio und Pármeno waren gierig geworden und töteten Celestina. Aus diesem Grund mussten auch die beiden sterben. Die Liebe zwischen Calisto und Melibea steht unter keinem guten Stern, denn sie ist nicht in der höfischen Liebe verhaftet. Bei beiden ist die Begierde größer als die Vernunft. Calisto fällt von der Leiter und Melibea setzt ihrem Leben selbst ein Ende. Auch die Art des Todes ist kein Zufall. In vier von fünf Fällen sterben die Personen durch einen Sturz; lediglich bei der Kupplerin ist der Fall metaphorisch zu sehen. Da der Mensch, wenn er einmal in dem Kreislauf Fortunas sich verfangen hat, es nicht mehr schafft, mit eigener Kraft diesen Zyklus wieder zu verlassen, prägt dies eine negative Weltanschauung. Ebendieses pessimistische Weltbild wird in dem Werk zum Ausdruck gebracht.

### Degradierung positiver Werte
Die Figuren in La Celestina setzen selbst positiv konnotierte Werte, wie etwa Freundschaft, Liebe und Loyalität, auf derart falsche Grundlagen, dass diese selbst Auslöser für das Verderben der Akteure sind.
Die Liebe zwischen Calisto und Melibea fußt auf falschen Voraussetzungen, denn keiner der beiden hält sich an die von der Gesellschaft vorgegebenen Topoi der höfischen Liebe. Bereits in der ersten Begegnung verstößt Calisto gegen die sozialen Normen des 15. Jahrhunderts im Umgang mit einer Frau. Trotzdem verlieben sich die beiden ineinander und sind sich sehr wohl bewusst, dass ihre körperliche Lieben von der Gesellschaft nicht toleriert werden. Sie begeben sich damit bewusst in Gefahren, die mit dem Sturz Calistos von der Leiter und dem Suizid Melibeas enden. Somit wird die eigentlich positive Konnotation des Wortes Liebe, von den beiden umgekehrt und in etwas Negatives verwandelt, dass letztendlich beide ins Verderben stürzt.
Gleiches gilt für die Freundschaft. Rojas stellt beispielsweise die Freundschaft der Diener Sempronio und Pármeno als eine sehr starke dar, doch auch diese wird degradiert und abgewertet, weil sie auf falschen Voraussetzungen beruht. Zum einen schafft Celestina es nur, Pármeno von den Vorteilen einer Freundschaft mit Sempronio zu überzeugen, indem sie mit Geschichten über dessen Mutter sein Vertrauen gewinnt und zum anderen, durch die Erfüllung seiner Begierde nach der Prostituierten Areúsa. Der andere negative Punkt ist, dass durch diese Freundschaft die beiden Diener ihre Loyalität gegenüber Calisto völlig vergessen und stattdessen versuchen, aus seinem Liebeskummer Profit zu schöpfen.
Besonders auffallend ist die Verkümmerung der Loyalität gegenüber Calisto bei Pármeno, der sich zu Beginn des Werkes sehr wohl als loyaler Diener seines Herren erweist. Doch als sich die Freundschaft zu Sempronio entwickelt, entwickelt sich auch eine immer größere Gier der beiden und die Loyalität zu Calisto geht gegen Null. Beide denken nur noch an sich und ihren Vorteil und geben nicht mehr auf ihren Herrn oder gar dessen Sicherheit, sondern versuchen ihn zu täuschen.
Fernando de Rojas lässt positive Werte wie Liebe, Freundschaft und Loyalität in seinem Werk unweigerlich zu etwas Negativem führen, da die Charaktere nicht in der Lage sind, sich für das Richtige zu entscheiden.